# Rapiarium
Rapiarium (Latijn: rapere = grijpen, snel opnemen) is een verzameling van, door de schrijver voor eigen gebruik, snel op schrift gezette aantekeningen, spreuken en citaten.
De term wordt vooral gebruikt tegen de achtergrond van de spiritualiteit van de Moderne Devotie (een middeleeuwse beweging vanaf eind 14e eeuw in de rooms-katholieke Kerk). Kenmerkend voor deze beweging is de tijd voor bidden, lezen en mediteren. Er wordt weleens gezegd dat zij lazen met de pen want bij het lezen noteerden ze fragmenten die een bijzondere indruk gemaakt hadden. De inhoud van dit individuele ‘notitieboekje’ diende als leidraad voor de geestelijke oefeningen: de ruminatio, het edercauwen het herkauwen met het hart, het gestaag overdenken van het gelezene, zodat uiteindelijk de genoteerde ‘goede punten’ een deel werden van het innerlijke leven.
Rapiaria bestaan dan ook meestal uit broksgewijze verzamelde teksten zonder veel onderlinge samenhang, dikwijls werden ze geschreven op stukjes papier of perkament of op wastabletten. Dergelijke persoonlijke rapiaria zijn uiteraard zelden bewaard gebleven. De meeste die wel zijn overgeleverd zijn waarschijnlijk werkjes waar de ideeën en fragmenten op een bepaalde manier werden geordend en overgeschreven in een boekje. Er zijn twee types bekend, het ene waar de teksten chronologisch, in de volgorde van de notitie, zijn opgeschreven, het andere waar ze zijn gerangschikt per thema of per auteur.
Heel dikwijls werd het rapiarium van een medebroeder bij diens overlijden vernietigd of met hem begraven, er zijn dus relatief weinig rapiaria bewaard gebleven. Een van de meest bekende rapiaria is het werk De imitatione Christi van Thomas a Kempis dat bestaat uit een herwerking door de auteur zelf van zijn rapiarium en waarschijnlijk van rapiaria van medebroeders. Een ander bekend voorbeeld is het rapiarium van Gerlach Peters (Gerlacus Petri), een monnik in Windesheim, wiens rapiarium, dat bestond uit teksten geschreven op stukjes papier, door Jan Scutken werd verzameld tot een coherent werk genaamd Soliloquium, dat zeer breed werd overgeschreven en verspreid.